# Усольский район (Иркутская область)
Усо́льский райо́н — административно-территориальное (район) и муниципальное образование (муниципальный район) в Иркутской области России.
Административный центр — рабочий посёлок Белореченский.

## География
Площадь района — 6381,6 км².
Район граничит на юго-западе с Республикой Бурятией, на юге — с Слюдянским, на востоке (через р. Ангара) — с Боханским и Иркутским, на западе — с Черемховским, на юго-востоке — с Ангарским и Шелеховским районами области.
Климат резко континентальный. Средняя температура января — −23 градуса, июля — +18…+20 градусов. Среднегодовая температура воздуха — −3,9 градусов. Выпадает 400 мм осадков в год.

## История
Усольский район образован в 1925 году. С момента образования до 19 октября 2016 года центром района был г. Усолье-Сибирское. В 2016 году центр района был перенесен в пос. Белореченский.
В январе 2017 года жители села Мальта проголосовали за ликвидацию Мальтинского МО и вхождение села в Белореченское МО (фактически село Мальта и пос. Белореченский составляют один населенный пункт).

## Население
| \| 2002[4] \| 2009[5] \| 2010[6] \| 2011[7] \| 2012[7] \| 2013[8] \| 2014[9] \| \| -------- \| -------- \| -------- \| -------- \| ------- \| ------- \| ------- \| \| 50 561 \| ↗52 953 \| ↘50 334 \| ↗50 399 \| ↗50 644 \| ↗50 952 \| ↗51 072 \| \| 2015[10] \| 2016[11] \| 2017[12] \| 2020[13] \| 2021[2] \| \| \| \| ↗51 139 \| ↘51 068 \| ↘50 620 \| ↘49 442 \| ↘48 884 \| \| \| 10 000 20 000 30 000 40 000 50 000 60 000 2009 2014 2021 |         |         |         |         |         |         |
| 2002 | 2009    | 2010    | 2011    | 2012    | 2013    | 2014    |
| 50 561 | ↗52 953 | ↘50 334 | ↗50 399 | ↗50 644 | ↗50 952 | ↗51 072 |
| 2015 | 2016    | 2017    | 2020    | 2021    |         |         |
| ↗51 139 | ↘51 068 | ↘50 620 | ↘49 442 | ↘48 884 |         |         |

### Урбанизация
В городских условиях (рабочие посёлки Белореченский, Мишелёвка, Средний, Тайтурка и Тельма) проживают 55,53 % населения района.

## Муниципально-территориальное устройство
В муниципальный район входят 12 муниципальных образований, в том числе 5 городских поселений и 7 сельских поселений:
| №        | Муниципальное образование                         | Флаг | Герб | Административный центр        | Количество населённых пунктов | Население (чел.) | Площадь (км²) |
| -------- | ------------------------------------------------- | ---- | ---- | ----------------------------- | ----------------------------- | ---------------- | ------------- |
| 1e-06    | Городские поселения                               |      |      |                               |                               |                  |               |
| 1        | Белореченское городское муниципальное образование |      |      | рабочий посёлок Белореченский | 2                             | ↘10 540          | 86,37         |
| 2        | Мишелёвское муниципальное образование             |      |      | рабочий посёлок Мишелёвка     | 4                             | ↘6887            | 545,44        |
| 3        | Среднинское муниципальное образование             |      |      | рабочий посёлок Средний       | 2                             | ↘4901            | 19,59         |
| 4        | Тайтурское муниципальное образование              |      |      | рабочий посёлок Тайтурка      | 4                             | ↗6617            | 180,82        |
| 5        | Тельминское муниципальное образование             |      |      | рабочий посёлок Тельма        | 6                             | ↘5120            | 258,71        |
| 5.000002 | Сельские поселения                                |      |      |                               |                               |                  |               |
| 6        | Большееланское муниципальное образование          |      |      | село Большая Елань            | 7                             | ↗3127            | 373,26        |
| 7        | Железнодорожное муниципальное образование         |      |      | посёлок Железнодорожный       | 6                             | ↗2931            | 179,15        |
| 8        | Новожилкинское муниципальное образование          |      |      | село Новожилкино              | 3                             | ↘2383            | 329,26        |
| 9        | Новомальтинское муниципальное образование         |      |      | посёлок Новомальтинск         | 2                             | ↘1614            | 140,85        |
| 10       | Раздольинское муниципальное образование           |      |      | посёлок Раздолье              | 5                             | ↘1553            | 2355,93       |
| 11       | Сосновское муниципальное образование              |      |      | село Сосновка                 | 3                             | ↘1762            | 338,42        |
| 12       | Тальянское муниципальное образование              |      |      | посёлок Тальяны               | 2                             | ↘1139            | 1453,21       |

В июне 2017 года было упразднено Мальтинское муниципальное образование, а составлявшее его село Мальта было включено в Белореченское городское муниципальное образование. Ранее, в январе 2017 года жители села Мальта проголосовали за ликвидацию Мальтинского МО и вхождение села в Белореченское МО. Несмотря на то, что фактически село Мальта и пос. Белореченский уже давно составляют один населённый пункт, после объединения село Мальта юридически сохранило свое существование, но в составе Белореченского МО. Население объединённого Белореченского МО составило около 12 тыс. человек.

### Населённые пункты
В Усольском районе 46 населённых пунктов.
| №  | Населённый пункт   | Тип              | Население | Муниципальное образование                         |
| -- | ------------------ | ---------------- | --------- | ------------------------------------------------- |
| 1  | Арансахой          | деревня          | →95       | Сосновское муниципальное образование              |
| 2  | Архиереевка        | деревня          | ↗62       | Большееланское муниципальное образование          |
| 3  | Бадай              | деревня          | 260       | Новомальтинское муниципальное образование         |
| 4  | Белогорск          | посёлок          | ↘72       | Сосновское муниципальное образование              |
| 5  | Белореченский      | рабочий посёлок  | ↘7598     | Белореченское городское муниципальное образование |
| 6  | Биликтуй           | село             | ↗774      | Железнодорожное муниципальное образование         |
| 7  | Большая Елань      | село             | ↗1623     | Большееланское муниципальное образование          |
| 8  | Большая Черемшанка | посёлок          | ↘99       | Раздольинское муниципальное образование           |
| 9  | Большежилкина      | деревня          | ↘760      | Большееланское муниципальное образование          |
| 10 | Борисова           | деревня          | ↘30       | Раздольинское муниципальное образование           |
| 11 | Буреть             | деревня          | ↘679      | Тайтурское муниципальное образование              |
| 12 | Глубокий Лог       | деревня          | ↘20       | Мишелёвское муниципальное образование             |
| 13 | Ершовка            | посёлок          | ↗59       | Тельминское муниципальное образование             |
| 14 | Железнодорожный    | посёлок          | ↘1361     | Железнодорожное муниципальное образование         |
| 15 | Калиновка          | заимка           | →2        | Большееланское муниципальное образование          |
| 16 | Китой              | деревня          | ↗119      | Железнодорожное муниципальное образование         |
| 17 | Ключевая           | деревня          | ↗192      | Новожилкинское муниципальное образование          |
| 18 | Кочерикова         | деревня          | ↘343      | Тайтурское муниципальное образование              |
| 19 | Култук             | деревня          | ↗583      | Новожилкинское муниципальное образование          |
| 20 | Мальта             | село             | ↗3260     | Белореченское городское муниципальное образование |
| 21 | Манинск            | посёлок          | ↘10       | Раздольинское муниципальное образование           |
| 22 | Мишелёвка          | рабочий посёлок  | ↘4740     | Мишелёвское муниципальное образование             |
| 23 | Набережный         | посёлок          | ↗163      | Железнодорожное муниципальное образование         |
| 24 | Низовцева          | деревня          | ↗104      | Большееланское муниципальное образование          |
| 25 | Новожилкино        | село             | ↗1599     | Новожилкинское муниципальное образование          |
| 26 | Новомальтинск      | посёлок          | ↘1414     | Новомальтинское муниципальное образование         |
| 27 | Новоясачная        | заимка           | →29       | Большееланское муниципальное образование          |
| 28 | Озёрный            | посёлок          | ↘57       | Тельминское муниципальное образование             |
| 29 | Октябрьский        | посёлок          | ↘206      | Раздольинское муниципальное образование           |
| 30 | Раздолье           | посёлок          | ↗1235     | Раздольинское муниципальное образование           |
| 31 | Саннолыжный        | посёлок          | ↗40       | Тельминское муниципальное образование             |
| 32 | Сапиновка          | деревня          | →45       | Тельминское муниципальное образование             |
| 33 | Сосновка           | село             | ↗1721     | Сосновское муниципальное образование              |
| 34 | Средний            | рабочий посёлок  | ↘4895     | Среднинское муниципальное образование             |
| 35 | Старая Ясачная     | деревня          | ↗137      | Железнодорожное муниципальное образование         |
| 36 | Степной            | посёлок          | ↗6        | Среднинское муниципальное образование             |
| 37 | Тайтурка           | рабочий посёлок  | ↗5045     | Тайтурское муниципальное образование              |
| 38 | Тальяны            | посёлок          | ↘1146     | Тальянское муниципальное образование              |
| 39 | Тельма             | посёлок ж.д. ст. | ↘256      | Железнодорожное муниципальное образование         |
| 40 | Тельма             | рабочий посёлок  | ↘4869     | Тельминское муниципальное образование             |
| 41 | Тюменск            | посёлок          | ↗64       | Тельминское муниципальное образование             |
| 42 | Усолье-7           | посёлок          |           | Мишелёвское муниципальное образование             |
| 43 | Хайта              | село             | ↘709      | Мишелёвское муниципальное образование             |
| 44 | Ходарей            | посёлок          | ↘123      | Тальянское муниципальное образование              |
| 45 | Холмушино          | село             | ↗459      | Тайтурское муниципальное образование              |
| 46 | Целоты             | село             | ↘231      | Большееланское муниципальное образование          |

## Экономика
1. СХОАО «Белореченское» — крупнейшее предприятие сельского хозяйства района.
2. СХПК «Усольский свинокомплекс» — крупнейшее предприятие в Восточной Сибири по выращиванию и откорму свиней, мощность 108 тыс. голов.
3. ЗАО «Большееланское» — сельскохозяйственное предприятие;
4. ЗАО «Железнодорожник» (c 1930 по 1998 годы — совхоз «Железнодорожник») специализируется на производстве молока, мяса и картофеля.

## Достопримечательности
У села Мальта Усольского района находится палеолитическая стоянка Мальта (24 тыс. лет). У мальчика MA-1, жившего 24 тыс. лет назад, была Y-хромосомная гаплогруппа R* и митохондриальная гаплогруппа U.